# Obersdorf (Hochstadt am Main)
Obersdorf ist ein Ortsteil der oberfränkischen Gemeinde Hochstadt am Main im Landkreis Lichtenfels.

## Geografie
Das Straßendorf liegt etwa sieben Kilometer südöstlich von Lichtenfels in einer Talniederung eines Hügellandes, die vom Scheidsbach, einem linken Mainzufluss, durchflossen wird. Durch Obersdorf führt eine Gemeindeverbindungsstraße von Trieb zur Kreisstraße LIF 4 nach Roth.

## Geschichte
Der erste urkundliche Erwähnung war 1268, als der Bamberger Bischof Berthold dem Kloster Langheim Güter zu „Dobrenstorff“ übereignete, die Konrad von Hallstadt dem Bischof geschenkt hatte. Für das Jahr 1403 wurden Einnahmen des Bamberger Bischofs zu „Oberstorff“ dokumentiert.
Im Jahr 1801 gehörten dem Lichtenfelser Amt des Bamberger Hochstifts die Zent- und Territorialherrschaft. Obersdorf war nach Isling eingepfarrt. Die Lehens-, Vogtei-, Dorf- und Gemeindeherrschaft sowie teils den Zehnten besaß das Kloster Langheim, die Steuer gehörte dem Amt Weismain. Das Dorf bestand aus elf mit Städeln versehenen Häusern, einer mit einem Haus bebauten Selde und einem unbebauten Grundstück.
1818 gehörte Obersdorf zum Obermainkreis. 1862 folgte die Eingliederung des Dorfes in das neu geschaffene bayerische Bezirksamt Lichtenfels. 1871 zählte der Ort 139 Einwohner, die alle katholisch waren, und 61 Gebäude. Das Dorf gehörte zur sechs Kilometer entfernten katholischen Pfarrei in Isling, wo sich auch die katholische Schule befand. Im Jahr 1900 umfasste die Landgemeinde Obersdorf einschließlich ihrer drei Gemeindeteile, der Weiler Anger, Reuth und Thelitz eine Fläche von 678,88 Hektar, 355 Einwohner, von denen 352 katholisch und 3 protestantisch waren, sowie 59 Wohngebäude. 150 Personen lebten in Obersdorf in 23 Wohngebäuden. Inzwischen gab es eine eigene Schule. 1925 lebten in dem Ort 132 Personen in 23 Wohngebäuden. Am 30. Dezember 1925 wurde die Gemeinde Obersdorf mit ihren Gemeindeteilen von der Pfarrei Isling ausgepfarrt und der Pfarrei Hochstadt angeschlossen. 1950 hatte das Dorf 170 Einwohner und 27 Wohngebäude. Es gehörte zum Sprengel der evangelischen Pfarrei Michelau. Im Jahr 1970 zählte Obersdorf 177 Einwohner und 1987 190 Einwohner sowie 47 Wohngebäude mit 59 Wohnungen.
Am 1. Mai 1978 wurden Obersdorf und seine Gemeindeteile im Zuge der Gemeindegebietsreform nach Hochstadt eingegliedert.

## Sehenswürdigkeiten

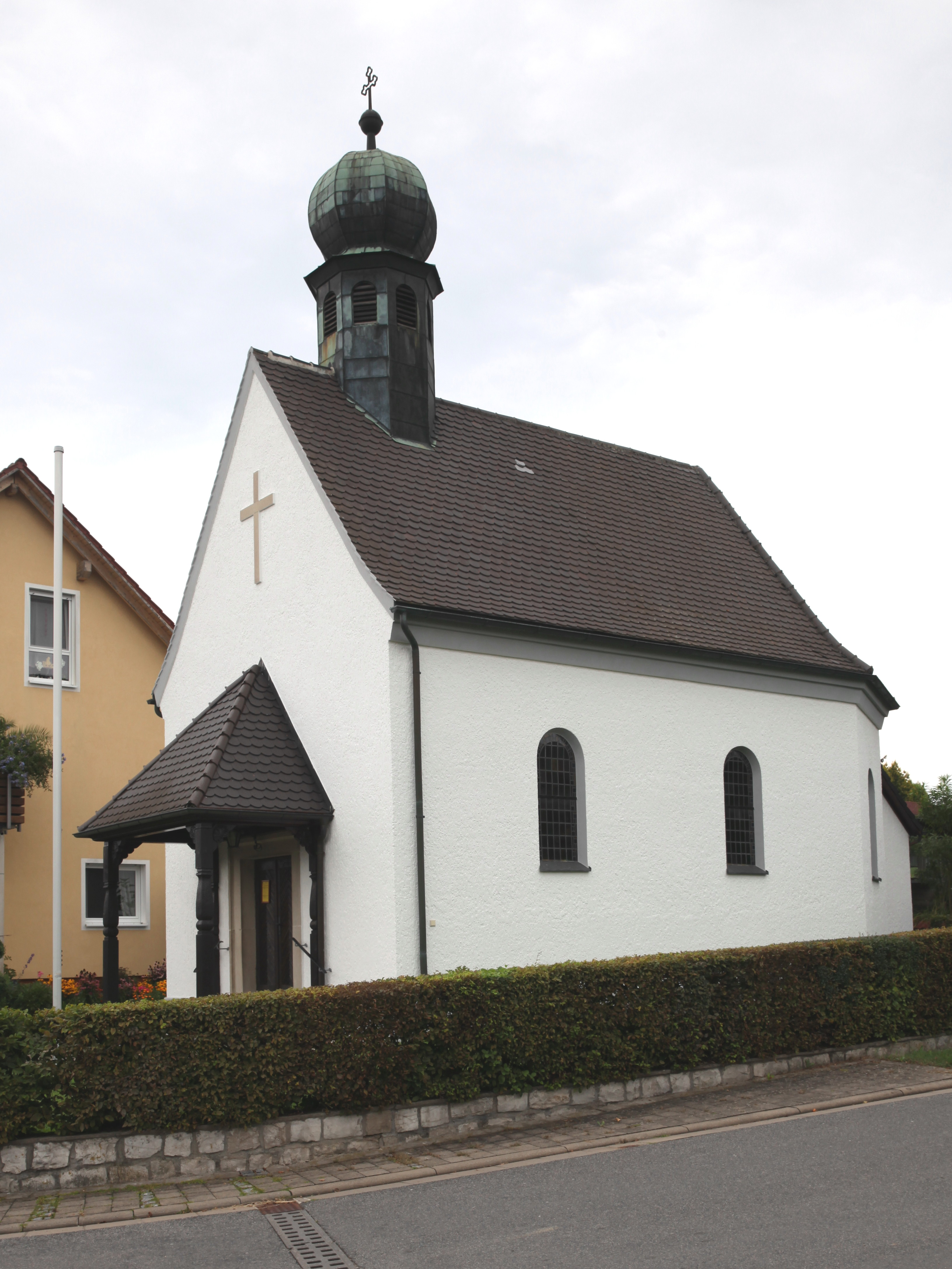
Herz-Jesu-Kapelle

Die Gaststätte Dunkelhütte wurde 1912 als Trinklokal gegründet.
In der Bayerischen Denkmalliste ist für Obersdorf ein zweigeschossiges Satteldachhaus mit Fachwerk, aus dem 17. oder 18. Jahrhundert, als Baudenkmal aufgeführt, siehe Denkmalliste der Gemeinde.